# 1248
سنة 1248 كانت سنة كبيسة تبدأ يوم الأربعاء (الرابط يظهر نموذج التقويم الكامل للسنة) من التقويم اليولياني.

## أحداث
- 23 نوفمبر: نهاية حصار إشبيلية والذي بدأ في أغسطس 1247.
- لويس التاسع ملك فرنسا يبدأ الحملة الصليبية السابعة بقيادة جيش قوامه 20000 جندي متوجها إلى مصر
- سقوط مدينة إشبيلية كبرى الحواضر الأندلسية في يد ملك مملكة قشتالة فرناندو الثالث.

## مواليد
- ابن البارزي فقيه سني شافعي

## وفيات
- ضياء الدين بن البيطار المالقي عالم النبات العربي. (ولد 1197 م).
- أبو الحسن السعيد.
- أفضل الدين الخونجي.
- ابن البرذعي.
- الشمس التبريزي.
- العادل أبو بكر بن الكامل.
- جمال الدين القفطي.
- جيوك خان.
- سانشو الثاني ملك البرتغال.
- سوبيوتيه.
- عز الدين أيبك المعظمي.
- ميخائيل ياروسلافيتش خوروبريت.